# Epania
Epania är ett släkte av skalbaggar. Epania ingår i familjen långhorningar.

## Dottertaxa tillEpania, i alfabetisk ordning[1]
- Epania abdominalis
- Epania adustata
- Epania albertisi
- Epania atra
- Epania aurocollaris
- Epania australis
- Epania bipartita
- Epania brachelytra
- Epania brevipennis
- Epania cobaltina
- Epania corusca
- Epania discisa
- Epania discolor
- Epania finitima
- Epania fulvonotata
- Epania fustis
- Epania gemellata
- Epania immaculata
- Epania iriei
- Epania javana
- Epania kasaharai
- Epania kostali
- Epania lineola
- Epania maculata
- Epania metallescens
- Epania minuta
- Epania mira
- Epania mundali
- Epania opaca
- Epania pallescens
- Epania parvula
- Epania paulla
- Epania paulloides
- Epania petra
- Epania picipes
- Epania posticalis
- Epania praestans
- Epania pudens
- Epania pusio
- Epania ruficollis
- Epania rufipes
- Epania sarawackensis
- Epania scapularis
- Epania schwarzeri
- Epania septemtrionalis
- Epania shikokensis
- Epania singaporensis
- Epania subchalybeata
- Epania vietnamica